# Принстон-Джанкшен (Нью-Джерсі)
Принстон-Джанкшен (англ. Princeton Junction) — переписна місцевість (CDP) в США, в окрузі Мерсер штату Нью-Джерсі. Населення — 2475 осіб (2020).

## Географія
Принстон-Джанкшен розташований за координатами 40°19′24″ пн. ш. 74°37′16″ зх. д. / 40.32333° пн. ш. 74.62111° зх. д. (40.323294, -74.621157).  За даними Бюро перепису населення США в 2010 році переписна місцевість мала площу 4,80 км², з яких 4,73 км² — суходіл та 0,07 км² — водойми.

## Демографія
Згідно з переписом 2010 року, у переписній місцевості мешкало 2465 осіб у 921 домогосподарстві у складі 696 родин. Густота населення становила 513 особи/км².  Було 940 помешкань (196/км²).
Расовий склад населення:
| - 74,8 % — білих - 18,6 % — азіатів - 2,4 % — чорних або афроамериканців - 0,2 % — корінних американців - 1,4 % — осіб інших рас |

До двох чи більше рас належало 2,6 %. Частка іспаномовних становила 5,4 % від усіх жителів.
За віковим діапазоном населення розподілялося таким чином: 25,0 % — особи молодші 18 років, 58,2 % — особи у віці 18—64 років, 16,8 % — особи у віці 65 років та старші. Медіана віку мешканця становила 43,3 року. На 100 осіб жіночої статі у переписній місцевості припадало 95,3 чоловіків;  на 100 жінок у віці від 18 років та старших — 90,2 чоловіків також старших 18 років.
Середній дохід на одне домашнє господарство  становив 178 442 долари США (медіана — 150 909), а середній дохід на одну сім'ю — 215 092 долари (медіана — 166 777). За межею бідності перебувало 3,6 % осіб, у тому числі 0,0 % дітей у віці до 18 років та 13,9 % осіб у віці 65 років та старших.
Цивільне працевлаштоване населення становило 1189 осіб. Основні галузі зайнятості: освіта, охорона здоров'я та соціальна допомога — 27,2 %, науковці, спеціалісти, менеджери — 23,1 %, фінанси, страхування та нерухомість — 16,5 %.